# Саша Ђуричић
Саша Ђуричић (рођен 1. августа 1979. године у Сарајеву) је бивши хрватски фудбалер. 

## Биографија
Професионалну фудбалску каријеру је започео у Хајдуку из Куле у Србији. Прву половину сезоне 2000/01. провео је на позајмици у НК Љубљани у словеначкој другој фудбалској лиги. 
Након тога се вратио у Хрватску, гдје је прешао у НК Ускок Клис. Од 2002. до 2005. године бранио је боје босанскохерцеговачког тима Широки Бријег. У саставу екипе постао је освајач бронзане медаље на првенству Босне и Херцеговине и први пут дебитовао у европском такмичењу.
У љето 2005. године стигао је у украјински Волин на пробу, гдје га је позвао главни тренер Виталиј Кварцијани. Пошто је био нови у тиму Луцк, приметили су у полтавску Ворсклу, са којима је потписао уговор у августу 2005. У првенству Украјине дебитовао је 21. августа 2005. на домаћем мечу против Динама из Кијева (0:4). Укупно је одиграо 60 утакмица за Ворсклу у украјинском првенству и постигао 3 гола, а одиграо је и 9 мечева и постигао 1 гол у Купу Украјине.
У јануару 2009. прешао је у Таврију из Симферопоља, потписавши двогодишњи уговор. Раскинуо је уговор са Тавријом 31. октобра 2011. године.
Фудбалску каријеру је завршио кампу екипе „Ускок Клис“.
Највећи спортски успјеси су
- освајање шампионата Босне и Херцеговине са НК Широким Бријегом, 2004/2005.
- два пута освајање Купа Украјине са ФК Тавријом из Симферопоља: 2008/2009. и 2009/2010.[8]

У елитној украјинској дивизији одиграо је 57 мечева и постигао два гола.
Живи и ради у Сплиту. Активан је у Удрузи за мали ногомет Сплита.

## Статистика каријере
| Сезона    | Наступи | Голови |
| --------- | ------- | ------ |
| 2014/2015 | 21      | 4      |
| 2015/2016 | 13      | 2      |
| 2016/2017 | 20      | 3      |
| 2017/2018 | 24      | 6      |
| 2018/2019 | 26      | 11     |
| 2019/2020 | 24      | 7      |
| 2020/2021 | 1       | 0      |
| 2021/2022 | 15      | 7      |